# Anthidium dalmaticum
Anthidium dalmaticum är en biart som beskrevs av Alexander Mocsáry 1884.
Anthidium dalmaticum ingår i släktet ullbin och familjen buksamlarbin. Inga underarter finns listade i Catalogue of Life.